# Episodi di Desperate Housewives (seconda stagione)
La seconda stagione della serie televisiva Desperate Housewives è stata trasmessa negli Stati Uniti dal 25 settembre 2005 al 21 maggio 2006, sul canale ABC. 
In Italia la seconda stagione è andata in onda in prima visione assoluta dal 13 febbraio 2006 al 17 luglio 2006 su Fox Life di Sky. 
In chiaro, la seconda stagione è stata trasmessa su Rai 2 in prima visione dal 5 dicembre 2006 al 6 febbraio 2007.
Alfre Woodard lascia la serie al termine di questa stagione.
Kyle MacLachlan, interprete del personaggio di Orson Hodge, è presente in 4 episodi come ricorrente. Sarà nel cast regolare dalla terza stagione in poi.
Gli antagonisti principali sono Andrew Van De Kamp, Felicia Tillman, Matthew Applewhite e George Williams.
| nº | Titolo originale                   | Titolo italiano                     | Prima TV USA      | Prima TV Italia  |
| -- | ---------------------------------- | ----------------------------------- | ----------------- | ---------------- |
| 1  | Next                               | Dopo                                | 25 settembre 2005 | 13 febbraio 2006 |
| 2  | You Could Drive a Person Crazy     | Controllo                           | 2 ottobre 2005    | 13 febbraio 2006 |
| 3  | You'll Never Get Away from Me      | Non mi lascerai mai                 | 9 ottobre 2005    | 20 febbraio 2006 |
| 4  | My Heart Belongs to Daddy          | I buoni padri                       | 16 ottobre 2005   | 27 febbraio 2006 |
| 5  | They Asked Me Why I Believe in You | Mi hanno chiesto perché credo in te | 23 ottobre 2005   | 6 marzo 2006     |
| 6  | I Wish I Could Forget You          | Vorrei poterti dimenticare          | 6 novembre 2005   | 13 marzo 2006    |
| 7  | Color and Light                    | Fotografie                          | 13 novembre 2005  | 20 marzo 2006    |
| 8  | The Sun Won't set                  | Il sole non tramonterà              | 20 novembre 2005  | 27 marzo 2006    |
| 9  | That's Good, That's Bad            | Il bene e il male                   | 27 novembre 2005  | 3 aprile 2006    |
| 10 | Coming Home                        | Ritorno a casa                      | 4 dicembre 2005   | 10 aprile 2006   |
| 11 | One More Kiss                      | Baci...                             | 8 gennaio 2006    | 17 aprile 2006   |
| 12 | We're Gonna Be All Right           | Andrà tutto bene                    | 15 gennaio 2006   | 24 aprile 2006   |
| 13 | There's Something About a War      | Il fascino discreto della guerra    | 22 gennaio 2006   | 1º maggio 2006   |
| 14 | Silly People                       | Amicizie improbabili                | 12 febbraio 2006  | 8 maggio 2006    |
| 15 | Thank You So Much                  | Grazie tante                        | 19 febbraio 2006  | 15 maggio 2006   |
| 16 | There Is No Other Way              | Non c'è altro modo                  | 12 marzo 2006     | 22 maggio 2006   |
| 17 | Could I Leave You?                 | Potrei mai lasciarti?               | 26 marzo 2006     | 29 maggio 2006   |
| 18 | Everybody Says Don't               | Tentazioni                          | 2 aprile 2006     | 5 giugno 2006    |
| 19 | Don't Look at Me                   | Non mi guardare                     | 16 aprile 2006    | 12 giugno 2006   |
| 20 | It Wasn't Meant to Happen          | Non doveva succedere                | 30 aprile 2006    | 19 giugno 2006   |
| 21 | I Know Things Now                  | Adesso lo so                        | 7 maggio 2006     | 26 giugno 2006   |
| 22 | No One Is Alone                    | Solitudine                          | 14 maggio 2006    | 3 luglio 2006    |
| 23 | Remember: Part 1 e 2               | Ricordare - Parte I e II            | 21 maggio 2006    | 10 luglio 2006   |
| 24 | Remember: Part 1 e 2               | Ricordare - Parte I e II            | 21 maggio 2006    | 17 luglio 2006   |

## Dopo
- Titolo originale: Next
- Diretto da: Larry Shaw
- Scritto da: Jenna Bans e Kevin Murphy

### Trama
Mike rientra in casa e viene sorpreso da Zach, che gli punta contro una pistola. Fortunatamente, Susan salva la situazione braccando Zach, che dopo una colluttazione con Mike si dilegua. Susan viene ricoverata all’ospedale per le lievi ferite riportate nella lotta, ma Julie origlia Mike dire ad un agente di non voler sporgere denuncia per l’episodio, così la ragazzina lo fa sapere alla madre, la quale s’insospettisce. Quando poi lei e Mike vengono chiamati dall’obitorio per identificare il cadavere di un giovane che si credeva potesse essere Zach, Susan capisce che il bambino di Deidre di cui Mike le aveva parlato è anche figlio dello stesso Mike, vale a dire Zach, da cui discende la volontà dell’uomo di non denunciarlo alla polizia. Tremendamente segnata dalla notizia, Susan prende la dolorosa decisione di interrompere il progetto di andare a vivere con Mike, perché è contraria a che Zach si avvicini a Julie. Nel frattempo, un’altra tragedia turba Wisteria Lane: la prematura morte di Rex. Susan, Lynette e Gabrielle consolano una Bree oramai vedova, che accoglie in casa sua la suocera Phyllis, petulante madre di Rex. La donna sconvolge ancor di più il fragile equilibrio dei Van de Kamp, osando addirittura suggerire dei consigli poco graditi da Bree sul funerale del figlio; Bree, incollerita, le proibisce in un primo momento di partecipare alla veglia, ma decide infine di perdonarla. Al funerale di Rex, però, Bree si accorge che la salma del marito indossa una cravatta messale da Phyllis non consona al suo abbigliamento, perciò, dinanzi a tutti i presenti sbalorditi in chiesa, Bree sistema al colletto di Rex la cravatta presa da Tom. Intanto, Lynette, come pattuito con Tom, ha un difficile colloquio di lavoro, complicatosi quando Lynette è obbligata a cambiare il pannolino alla figlioletta Penny, ma nonostante ciò e le continue punzecchiate della collega Nina Fletcher, la donna viene assunta. Gabrielle affronta le conseguenze delle sue azioni e decide una volta per tutte cosa farne della propria vita: pianta in asso John, col quale è arrabbiata per aver svelato a Carlos della loro relazione, ed esegue un finto test di paternità per rendere a Carlos, ancora carcerato, l’assicurazione che sia lui il padre del bambino che Gabrielle porta in grembo. Frattanto, i due nuovi arrivati di Wisteria Lane, Betty e Matthew Applewhite, rispettivamente madre e figlio, appaiono perfetti dall’esterno, ma in realtà nascondono qualcuno di misterioso nella loro cantina.
- Guest star: Jesse Metcalfe (John Rowland), Joely Fisher (Nina Fletcher), Currie Graham (Ed Ferrara), Andy Umberger (ufficiale Romslow), Dakin Matthews (reverendo Sikes) e Shirley Knight (Phyllis Van De Kamp).
- Altri interpreti: Shawn Pyfrom	(Andrew Van de Kamp), Joy Lauren (Danielle Van De Kamp), Mehcad Brooks (Matthew Applewhite), Brent Kinsman (Preston Scavo), Shane Kinsman (Porter Scavo) e Zane Huett (Parker Scavo).

## Controllo
- Titolo originale: You Could Drive a Person Crazy
- Diretto da: Alexandra Cunningham
- Scritto da: Chris Black

### Trama
Una mattina, Susan scopre che Karl sta recentemente frequentando Edie, stimolando in Susan un senso di invidia per il fatto che il suo ex si sta rifacendo una vita mentre lei non sa nemmeno a che punto è con la sua storia con Mike. Susan, però, pensa che Karl stia cercando di dimenticarsi di lei, dato che lui ha iniziato ad uscire con Edie il giorno stesso in cui Susan ha respinto la sua richiesta di ritornare insieme. Intanto, Bree inizia a stancarsi delle infinite scenate di depressione di Phyllis ogni qualvolta viene menzionato Rex, quasi come se mettesse in secondo piano la sofferenza che lei prova da vedova, così arriva a schiaffeggiarla pur di farla tacere. George rientra a far parte della vita di Bree, ma Phyllis subito percepisce dei segnali d’allarme che la inducono a chiamare la compagnia di assicurazioni, che già ha motivo di dubitare di Bree da quando è stato ritrovato il bigliettino scritto in punto di morte da Rex che recita la frase: <<Bree, ti capisco e ti perdono>>. Lynette torna finalmente in ufficio e Tom è l’unico a badare ai bambini e alla casa. Tuttavia, Tom non è abituato a gestire le faccende domestiche, tant’è che trascura i suoi doveri da casalingo, lasciando l’abitazione in condizioni penose, perciò Lynette, dopo l'ennesimo litigio riguardo al sistema di pulizie del marito, ha un'idea: sguinzagliare in giro un topolino per spingere Tom a pulire casa da cima a fondo. Carlos nega l’accesso al suo conto bancario a Gabrielle come punizione per il suo tradimento, ma un giorno le chiede aiuto poiché ha ricevuto minacce da alcuni malviventi del carcere. Gabrielle si reca dunque dalla fidanzata di un compagno di cella di Carlos per consegnarle dei soldi con cui la ragazza dovrà a malincuore sottoporsi ad un’operazione plastica, ma Gabrielle riesce a dissuaderla e a riprendersi il denaro. Carlos, allora, capendo che dalla prigione non può controllare la propria vita, cede il suo conto a Gabrielle. Alcuni vicini, tra cui Susan, si lamentano con Betty dei frastornanti rumori che provengono da casa sua; in effetti, il prigioniero rinchiuso nella sua cantina non fa altro che dimenarsi e agitarsi, per cui Betty mescola nel suo cibo dei farmaci prescritti falsamente a lei per calmarlo.
- Guest star: Terry Bozeman (dottor Craig), Brian George (signor Pashmutt), Alexandra Lydon (Rita Rivara), Daniel Roebuck (signor Flannery) e Shirley Knight (Phyllis Van De Kamp).
- Altri interpreti: Shawn Pyfrom	(Andrew Van de Kamp), Joy Lauren (Danielle Van De Kamp), Mehcad Brooks (Matthew Applewhite), Brent Kinsman (Preston Scavo), Shane Kinsman (Porter Scavo), Zane Huett (Parker Scavo) e Roger Bart (George Williams).

## Non mi lascerai mai
- Titolo originale: You'll Never Get Away from Me
- Diretto da: Arlene Sanford
- Scritto da: Tom Spezialy e Ellie Herman

### Trama
Susan si dimostra piuttosto intimorita dall’intesa appena nata tra Julie e Edie, ma la sua gelosia raggiunge l’apice quando Edie si propone di suonare la chitarra in un duo canoro familiare con Julie. Susan si fa dare lezioni di pianoforte da Betty, pianista di successo che sta ancora cercando di celare a tutti il suo oscuro segreto serbato nella cantina insieme al figlio Matthew. La rivalità di Susan e Edie viene quietata da Julie, la quale, onde evitare equivoci, sceglie di essere accompagnata dalla madre al saggio, ma Susan capisce infine di quanto Edie tenga a cuore Julie, così le concede il suo posto sul palco, malgrado la performance non vada esattamente come desiderato. Nel frattempo, Bree scopre che il cadavere di Rex è stato riesumato dalla compagnia di assicurazioni per effettuare l’autopsia e verificare se l’uomo sia realmente morto per cause naturali. Bree presume all’istante che Phyllis abbia orchestrato il tutto, pertanto si sbarazza della suocera rispedendola a casa sua. Successivamente, Bree decide di sottoporsi alla macchina della verità per evidenziare la sua innocenza nella morte del marito, ma alla domanda sui suoi sentimenti verso George, l’apparecchio capta una bugia nella sua negazione che la capacitano di provare qualcosa finora represso per il farmacista. Bree chiede anche a George di svolgere l’esperimento, che supera brillantemente riuscendo a governare le proprie menzogne. Lynette, intanto, è divisa tra famiglia e lavoro, ma grazie all’uso della tecnologia e a sotterfugi per trarre in inganno il suo scontroso capo, Nina, presenzia al primo giorno di scuola del figlio Parker. Gabrielle è indispettita con Carlos per essersi dimenticato del loro anniversario di matrimonio, mentre spera ancora in un ritorno di fiamma con John, ma dopo aver visto il giardiniere intrattenersi con un’altra donna, Gabrielle si convince che quello di John era soltanto un passatempo, e così si scusa sinceramente col marito per il male che gli ha arrecato. Felicia viene dimessa dall’ospedale in seguito all’aggressione di Zach, e il detenuto degli Applewhite tenta di uscire dalla sua prigione, invano.
- Guest star: Jesse Metcalfe (John Rowland), Joely Fisher (Nina Fletcher), Harriet Sansom Harris (Felicia Tilman), Kurt Fuller (detective Barton) e Shirley Knight (Phyllis Van De Kamp).
- Altri interpreti: Shawn Pyfrom	(Andrew Van de Kamp), Joy Lauren (Danielle Van De Kamp), Mehcad Brooks (Matthew Applewhite), Brent Kinsman (Preston Scavo), Shane Kinsman (Porter Scavo), Zane Huett (Parker Scavo), Page Kennedy (Caleb Applewhite) e Roger Bart (George Williams).

## I buoni padri
- Titolo originale: My Heart Belongs to Daddy
- Diretto da: Robert Duncan McNeil
- Scritto da: John Pardee e Joey Murphy

### Trama
Non volendo in alcun modo perdere Mike, Susan mette da parte le sue titubanze e accetta di dare una mano all’uomo nella ricerca del figlio Zach, confidando però che il ragazzo non si rifaccia più vivo. Contrariamente alle sue aspettative, Susan individua Zach, il quale, tuttavia, si dà alla fuga, ma la donna omette questo particolare a Mike e, suggerita da Bree e Gabrielle, ritorna da Zach per parlarci. Inizialmente, Susan avrebbe cercato di convincerlo a ritornare a Wisteria Lane, ma dopo aver sentito Zach fantasticare sulle sue intenzioni con Julie, decide di prestargli dei soldi con cui partire per lo Utah. Intanto, Lynette ha da fare con Parker, che si è inventato un’amica immaginaria. A lungo andare, Lynette capisce che il figlio si è rifugiato in un mondo di illusioni come risultato del suo ritorno al lavoro che la tiene impegnata tutto il giorno, perciò Lynette pone fine ai sogni ad occhi aperti di Parker, sentendosi poi in colpa, anche se ci penserà Tom a tranquillizzarla. Frattanto, Andrew e George entrano in competizione per dipingere negativamente l’altro agli occhi di Bree, finché, durante una gara di nuoto di Andrew, George provoca talmente tanto il ragazzo, baciando Bree, da farlo scagliare furiosamente contro di lui. Gabrielle consulta un nuovo e affascinante avvocato per scagionare Carlos: David Bradley, che nutre sin da subito dell’attrazione nei suoi confronti, almeno prima di scoprire che Gabrielle è incinta e che la donna è risoluta a salvaguardare il suo matrimonio. 
- Guest star: Adrian Pasdar (David Bradley), Michael Hitchcock (avvocato Doyle), Harry S. Murphy (preside Lentz) e Shannon O'Hurley (signora Truesdale).
- Altri interpreti: Shawn Pyfrom	(Andrew Van de Kamp), Joy Lauren (Danielle Van De Kamp), Mehcad Brooks (Matthew Applewhite), Brent Kinsman (Preston Scavo), Shane Kinsman (Porter Scavo), Zane Huett (Parker Scavo) e Roger Bart (George Williams).

## Mi hanno chiesto perché credo in te
- Titolo originale: They Asked Me Why I Believe in You
- Diretto da: David Grossman
- Scritto da: Alan Cross

### Trama
L’agente letterario e amico di vecchia data di Susan, Lonny Moon, versa in una precaria situazione finanziaria per essersi indebitamente appropriato di alcuni fondi della società, inclusi quelli di Susan stessa. Lonny risolve i suoi danni, ma Susan, pur avendolo perdonato, si tira indietro dal mettersi nuovamente in affari con lui, e inoltre Lonny cerca di baciarla, aggravando la propria posizione. Nel frattempo, Bree intraprende una battaglia legale contro la compagnia di assicurazioni che riesce a vincere velocemente, per cui rientra in padronanza della salma di Rex e si prepara ad allestire una seconda sepoltura. Purtroppo, Bree viene informata da un agente del ritrovamento del bigliettino di Rex, tramite il quale Bree capisce che il marito è deceduto credendola l’artefice della sua morte, così, ferita e arrabbiata, Bree decide di sotterrarlo lontano dalla tomba di famiglia, venendo sostenuta da Susan, Lynette, Gabrielle e Edie. Per allievare la costante tensione di Nina, Lynette la porta a divertirsi in un locale, riscuotendone un effetto dapprima positivo, in quanto Nina cambia il suo comportamento irascibile, ma poi negativo, perché la donna fa di Lynette la sua accompagnatrice serale. Intanto, Carlos si rifiuta categoricamente di assumere David come proprio avvocato, visto che intuisce un forte interesse tra lui e Gabrielle. Tuttavia, dopo aver parlato francamente a quattrocchi con David, Carlos lo ingaggia pensando che sia meglio averlo da assistente legale che da avversario. Betty e Matthew, frattanto, sono enormemente interessati agli sviluppi su di un’indagine per omicidio in corso a Chicago, perciò Betty invia una lettera anonima all’FBI.
- Guest star: Adrian Pasdar (David Bradley), Joely Fisher (Nina Fletcher), Wallace Shawn (Lonny Moon), Scott Allan Campbell (detective Sloan), Kurt Fuller (detective Barton), Nicki Micheaux (detective Schroeder) e James Shanklin (detective Morgan).
- Altri interpreti: Shawn Pyfrom	(Andrew Van de Kamp), Joy Lauren (Danielle Van De Kamp), Mehcad Brooks (Matthew Applewhite), Brent Kinsman (Preston Scavo), Shane Kinsman (Porter Scavo), Zane Huett (Parker Scavo), Page Kennedy (Caleb Applewhite) e Roger Bart (George Williams).

## Vorrei poterti dimenticare
- Titolo originale: I Wish I Could Forget You
- Diretto da: Larry Shaw
- Scritto da: Kevin Etten e Josh Senter

### Trama
Tra lo stupore generale degli abitanti di Wisteria Lane, Paul ritorna nella sua vecchia casa in cerca di Zach. Susan, allarmata, denuncia immediatamente Paul alla polizia e chiede a Mike di spiegare la confessione estorta dall’uomo in merito all’omicidio di Martha, ma l’idraulico non può assecondarla, altrimenti comprometterebbe la libertà vigilata che avrebbe dovuto rispettare. Nel frattempo, Lynette viene derisa da Nina sui suoi abiti, così spende una fortuna in completi costosi per fare bella figura durante una riunione, ma Tom non ne è contento fino a quando Lynette non lo invoglia a darsi ogni tanto a spese pazze con un set di mazze da golf nuovo di zecca. Bree, intanto, rimanda ripetutamente la prima volta di sesso con George per colpa di un’eruzione cutanea che la flagella da giorni. Il dottor Goldfine ipotizza si possa trattare di un modo con cui il subconscio di Bree cerchi di vietarle di andare a letto con altri uomini all’infuori di Rex, ma la donna affronta la cosa e prenota in un hotel di lusso con George, il quale la droga con degli antistaminici per violentarla, ma alla fine rinuncia a questa idea. Al suo risveglio, Bree non vuole più aspettare e copula finalmente con George. Mentre sono in tribunale, Gabrielle e David vengono attaccati da un uomo condannato dall’avvocato che gli spara con una pistola, ma David verrà infine ferito di striscio da un poliziotto accalcato sulla scena. All’ospedale, David capisce di essersi innamorato realmente di Gabrielle, ragion per cui, nel processo a Carlos, si dimette dal proprio incarico, ma Gabrielle gli comproverà di sbagliarsi, mettendolo nella condizione di dover scegliere se avere con lei una relazione seria o momentanea. Essendo con le spalle al muro, Susan confessa a Paul di aver pagato un biglietto a Zach per lo Utah, dopodiché Paul lo riporta a Mike. Quest’ultimo pretende dei chiarimenti da Susan, che stava indossando l’abito da sposa della madre Sophie per aggiustarlo, ma, irritato dal gesto egoista della donna, Mike scarica Susan, lasciandola disperata in mezzo alla strada dove sarà raggiunta dalle sue amiche.
- Special guest star: Lesley Ann Warren (Sophie Bremmer).
- Guest star: Adrian Pasdar (David Bradley), Joely Fisher (Nina Fletcher), Sam Lloyd (dottor Albert Goldfine), Robert Clendenin (Louis), Scott Atkinson (poliziotto) e Richard Jenik (poliziotto).
- Altri interpreti: Shawn Pyfrom	(Andrew Van de Kamp), Joy Lauren (Danielle Van De Kamp), Mehcad Brooks (Matthew Applewhite), Brent Kinsman (Preston Scavo), Shane Kinsman (Porter Scavo), Zane Huett (Parker Scavo), Page Kennedy (Caleb Applewhite) e Roger Bart (George Williams).

## Fotografie
- Titolo originale: Color and Light
- Diretto da: David Grossman
- Scritto da: Marc Cherry

### Trama
Dopo aver rotto definitivamente con Mike, Susan cerca di andare avanti, e una sera ospita in casa sua Karl, che a sua volta ha avuto un alterco con Edie. I due bevono così eccessivamente tanto da finire a letto insieme, venendo poi scoperti da una Julie scioccata. Diversamente da Karl, Susan reputa l’avvenimento solo come una notte di passione, infatti Karl ritorna da Edie, ma continua a tenere conservata una fotografia che immortala Susan e che è stata oggetto di lite tra lui e Edie. Intanto, George fa la sua proposta di matrimonio a Bree, che, sentendosi presa alla sprovvista, risponde di sì per gentilezza. Tuttavia, Bree si ricrede dalla sua scelta quando, oltre che ad incontrare i parenti di George, viene avvertita dal dottor Goldfine di seguire il proprio cuore. George, allora, assale Goldfine in una mattinata e lo fa precipitare giù da un ponte. Lynette e Tom conoscono i coniugi Harper, che come loro faticano a tenere a bada i propri figli, perciò decidono di organizzare delle giornate in cui i rispettivi bambini possano stare insieme e divertirsi. Una sera, però, Lynette e Tom scoprono che i figli degli Harper hanno con sé una videocassetta dai contenuti pornografici realizzata proprio dai genitori. L’iniziale momento di imbarazzo tra le due famiglie viene ammansito, ma gli Scavo decidono di non avere più nulla a che fare con gli Harper. I 3 mesi di gravidanza mostrano i primi segni sul corpo di Gabrielle, che vuole apparire magnifica e assolutamente non incinta alle sue amiche modelle di New York, senza successo. La rimpatriata serve a Gabrielle per capire di essere notevolmente cambiata dalla ragazza cinica ed egocentrica che era solita essere un tempo. Parallelamente, Caleb, il ragazzo imprigionato dagli Applewhite, riesce a svignarsela, e mentre lo sta cercando, Matthew fa la conoscenza di Danielle. Caleb trova temporaneo riparo in casa Solis, ma Gabrielle, non appena scoperto della sua presenza, fugge terrorizzata, cadendo dalle scale nella corsa e causando dunque un aborto spontaneo. 
- Guest star: Larry Miller (Leonard Harper), Sam Lloyd (dottor Albert Goldfine), Meagen Fay (Norma Harper), Linda Dano (Francine Williams), Maree Cheatham (Ceal) e Alec Mapa (Vern).
- Altri interpreti: Shawn Pyfrom	(Andrew Van de Kamp), Joy Lauren (Danielle Van De Kamp), Mehcad Brooks (Matthew Applewhite), Brent Kinsman (Preston Scavo), Shane Kinsman (Porter Scavo), Zane Huett (Parker Scavo), Page Kennedy (Caleb Applewhite) e Roger Bart (George Williams).

## Il sole non tramonterà
- Titolo originale: The Sun Won't set
- Diretto da: Stephen Cragg
- Scritto da: Jenna Bans

### Trama
L’effrazione in casa Solis mette in allerta i residenti di Wisteria Lane, che incrementano la sicurezza delle strade lungo tutto il quartiere. Susan ha scarsi risultati nella ricerca delle informazioni sul padre che non ha mai conosciuto per l’autobiografia che sta scrivendo, così ne parla con Sophie, che però non le dà sufficienti spiegazioni. Morty, quindi, rivela a Susan che suo padre non era un ufficiale delle forze armate morto in guerra, come raccontato da Sophie, bensì un’avventura occasionale di una notte; al matrimonio di Sophie e Morty, oltretutto, Sophie aggiunge che l’uomo, Addison Prudy, era il suo capo di 33 anni sposato che la lasciò a crescere Susan da sola, e che lavora in un emporio nei pressi di Fairview. Nel frattempo, Lynette è preoccupata per l’incolumità dei figli, perciò lei e Tom istituiscono delle regole che i bambini, purtroppo, non sembrano considerare. Per provare a Tom della pericolosità nei vizi dei figli di giocare per strada di notte, Lynette recluta Stu, un suo collega, per fingere di voler rapire i piccoli, e il piano procede alla perfezione fino al tempestivo intervento della signora McCluskey, la quale, credendo Stu un vero criminale, lo neutralizza con un taser elettrico. Bree, intanto, scopre di un annuncio sul giornale riguardo al suo fidanzamento con George. Una mattina, Bree riceve la visita di una certa Leila, ex ragazza di George che, leggendo l’articolo, ha voluto mettere in guardia la donna circa l’atteggiamento anomalo di George. Sulle prime, Bree non crede alle parole di Leila, ma diventa perplessa quando comincia a notare dei cenni nel comportamento possessivo di George, quali il prendersela con lei perché non indossa l’anello di fidanzamento oppure perché la vede in compagnia di altri uomini, che la spingono a troncare seduta stante la relazione. Carlos manda un suo ex compagno di cella a proteggere Gabrielle, dopo l’incidente, ma la donna non accetta il suo aiuto, anzi, pensa che l’individuo voglia farle del male. L’uomo, in realtà di buon cuore, accompagna Gabrielle al parco e la persuade a far volare un palloncino che rappresenta lo spirito di una vita mancata; nel lasciarlo andare, Gabrielle ammette il dolore per la perdita del suo bambino, e al tempo stesso se ne libera. Mentre Matthew inizia ad uscire di nascosto con Danielle, Mike riesce ad acciuffare Caleb, ancora latitante, che viene quindi arrestato dalla polizia sotto lo sguardo dei cittadini di Wisteria Lane.
- Special guest star: Lesley Ann Warren (Sophie Bremmer) e Bob Newhart (Morty Flickman).
- Guest star: Kathryn Joosten (Karen McCluskey), Paul Dooley (Addison Prudy), Danny Trejo (Hector Ramos), Mia Wesley (Leila Mitzman) e John Bradley (Ty Grant).
- Altri interpreti: Shawn Pyfrom	(Andrew Van de Kamp), Joy Lauren (Danielle Van De Kamp), Mehcad Brooks (Matthew Applewhite), Brent Kinsman (Preston Scavo), Shane Kinsman (Porter Scavo), Zane Huett (Parker Scavo), NaShawn Kearse (Caleb Applewhite) e Roger Bart (George Williams).

## Il bene e il male
- Titolo originale: That's Good, That's Bad
- Diretto da: Larry Shaw
- Scritto da: Kevin Murphy

### Trama
Susan incontra suo padre Addison, dapprima mascherando la propria identità, e tenta d’intrecciare una qualche parvenza di rapporto col genitore. Quando però Addison sospetta che sia una spia mandata dalla sua paranoica moglie Carol, Susan gli dice la verità, provocandogli un improvviso attacco cardiaco. Nonostante Addison non voglia passare del tempo con la figlia per non peggiorare ulteriormente il suo matrimonio, Susan è determinata a conoscere il padre fino in fondo. Lynette, frattanto, coglie in flagrante Nina e Stu durante un rapporto sessuale, così ricatta la donna con la promessa di spifferare il loro segreto al capo, Ed Ferrara, qualora Nina non la smetta di essere scurrile e offensiva verso Lynette e gli altri colleghi. Nina controbatte licenziando Stu, così Lynette lo convoca a casa sua e gli mette in testa l’idea di far causa alla società per molestie sessuali, il che spinge Ed a buttar fuori Nina e promuovere Lynette a vicedirettore. Con grande sorpresa di Gabrielle, Carlos esce di prigione grazie all’intercessione di suor Mary Bernard, una suora che svolgeva beneficenza in carcere e che ha condotto Carlos su un cammino spirituale privo dei beni materiali a cui era appassionato. Tuttavia, Gabrielle capisce che l’intento di suor Mary Bernard è anche quello di separarla da Carlos, poiché, a detta della suora, la stessa Gabrielle è stata uno dei fattori che ha scatenato l’egoismo e l’aggressività che hanno portato Carlos in prigione. Intanto, Bree viene continuamente perseguitata da George, che non si rassegna alla loro rottura. Dopo essere andata a trovare il dottor Goldfine all’ospedale, Bree apprende inconsciamente che è stato George a causare l’incidente al terapeuta, perciò fa una soffiata anonima alla polizia, che perquisisce la casa del farmacista. In un ultimo e disperato tentativo di riconquistare Bree, George fa recapitare un messaggio in cui le chiede di incontrarlo in una stanza di hotel prima che le pasticche che ha ingerito lo uccidano. Mentre si reca da George, Bree viene telefonata dalla polizia, che le comunica che tra il materiale ritrovato in casa dell’uomo ci sono prove che attestano la colpevolezza di George nella morte di Rex. Seduta al capezzale di George, Bree vorrebbe che il farmacista ammetta i propri peccati, ma di fronte alle sue smentite, Bree gli mente dicendogli di aver chiamato un’ambulanza, mentre invece lascia la stanza abbandonando George al suo destino. 
- Guest star: Joely Fisher (Nina Fletcher), Sam Lloyd (dottor Albert Goldfine), Paul Dooley (Addison Prudy), Currie Graham (Ed Ferrara), Charlie Babcock (Stu Durber), Melinda Page Hamilton (suor Mary Bernard), Kurt Fuller (detective Barton) e Joyce Van Patten (Carol Prudy).
- Altri interpreti: Shawn Pyfrom	(Andrew Van de Kamp), Joy Lauren (Danielle Van De Kamp), Mehcad Brooks (Matthew Applewhite), Brent Kinsman (Preston Scavo), Shane Kinsman (Porter Scavo), Zane Huett (Parker Scavo), NaShawn Kearse (Caleb Applewhite) e Roger Bart (George Williams).

## Ritorno a casa
- Titolo originale: Coming Home
- Diretto da: Arlene Sanford
- Scritto da: Chris Black

### Trama
Zach fa ritorno a Wisteria Lane e riabbraccia il padre Paul, il quale intima a Mike di stargli alla larga. Susan paga la cauzione a Addison, accusato di adescamento, ma la moglie di questi, Carol, sospetta che tra i due ci sia una relazione, così fronteggia Susan in un supermercato, ed è allora che la donna afferma di essere figlia di Addison, avuta nel periodo in cui lui già era sposato. Addison deve adesso riparare al proprio errore, ma promette a Susan di riprovarci in futuro. Intanto, Andrew torna a casa dopo essere stato al campo comportamentale, e viene a sapere da Bree del suicidio di George, e del fatto che il farmacista ha avvelenato il padre Rex. L’annuncio non fa che aumentare il risentimento di Andrew verso Bree per aver permesso ad uno psicopatico di entrare nella loro vita. Quanto meno, Bree confessa al figlio che le azioni di George non sono rimaste impunite, dato che lei stessa non ha chiamato un’ambulanza per riuscire a salvarlo. Lynette avanza la prospettiva di aprire un asilo nido alla Parcher & Murphy, ma la quota d’iscrizione massima non viene raggiunta per via della moglie di Ed, Fran, che non si stacca neanche un minuto dalla loro figlioletta Mindy. Quando Ed e Fran dibattono animatamente sulla questione, Lynette riesce a calmarli e a far capire ad entrambi che un asilo nido gioverà a tutti e due, perciò la sua pensata va in porto. Gabrielle cerca di levarsi di torno suor Mary Bernard donando una montagna di soldi in beneficenza per consentirle un viaggio caritatevole per i bisognosi dell’Africa. Tuttavia, Carlos decide di aderire anch’egli alla causa, dunque Gabrielle sabota i suoi piani facendogli venire la febbre e, conseguentemente, impedendogli di partire. Nel frattempo, Betty e Matthew liberano Caleb dall’ospedale psichiatrico in cui è stato internato dalla polizia, ignari però che un misterioso uomo li stia pedinando.
- Guest star: Michael Ironside (Curtis Monroe), Melinda Page Hamilton (suor Mary Bernard), Paul Dooley (Addison Prudy), Currie Graham (Ed Ferrara), Kurt Fuller (detective Barton), Penelope Ann Miller (Fran Ferrara), Joyce Van Patten (Carol Prudy), Ryan Carnes (Justin), Jeff Doucette (padre Crowley) e Scott Allan Campbell (detective Sloan).
- Altri interpreti: Shawn Pyfrom	(Andrew Van de Kamp), Joy Lauren (Danielle Van De Kamp), Mehcad Brooks (Matthew Applewhite), Brent Kinsman (Preston Scavo), Shane Kinsman (Porter Scavo), Zane Huett (Parker Scavo) e NaShawn Kearse (Caleb Applewhite).

## Baci...
- Titolo originale: One More Kiss
- Diretto da: Wedney Stanzier
- Scritto da: John Pardee e Joey Murphy

### Trama
Susan e Julie combinano un incontro al bowling con Mike e Zach nella speranza di un legame tra i due, ma quando Paul lo scopre pesta malamente Mike. Intanto, Lynette è infastidita dopo che Gabrielle bacia Tom durante una serata amichevole, e ne discute con la donna, che però si sente offesa, così avviene una spaccatura nella loro amicizia, anche perché la tresca che Gabrielle aveva con John, ora di dominio pubblico, amplia la preoccupazione di Lynette sulla sfiducia dell’amica. Tom riesce a far capire a Lynette di aver esagerato, perciò Lynette perdona Gabrielle per la sua reazione, ma, per essere pari, dà un bacio a Carlos. Nel frattempo, Bree non accetta ancora l’omosessualità di Andrew, che sta frequentando Justin. Quando poi Bree becca Andrew e Justin a letto insieme, il ragazzo ricatta la madre tenendola in pugno con la sua confessione circa la morte di George. Bree, quindi, ricorre all’aiuto di Karl, avvocato di buona fama, che impaurisce Andrew. Frattanto, il tale che da diversi giorni sta seguendo gli Applewhite s’introduce in casa loro e stana il nascondiglio di Caleb, che libera e costringe a venir con lui, ma l’uomo resta ucciso in un incidente domestico cadendo da una rampa di scale e sparandosi accidentalmente al petto. Betty e Matthew, al loro ritorno, scoprono l’accaduto e concordano sul disfarsi del cadavere chiudendolo nel bagagliaio dell’auto di Monroe, il nome dell’uomo, ma perdono le chiavi della macchina e sono impossibilitati a spostarla. Il mattino seguente, infatti, Susan tampona per sbaglio l’auto, facendo aprire il cofano che rivela il corpo di Monroe. Basandosi sul nervosismo di Edie, che ha dubitato degli Applewhite da quando ha venduto loro la casa, anche Susan, Lynette, Bree e Gabrielle incominciano a mettere in discussione l’ingenuità dei nuovi vicini.
- Guest star: Michael Ironside (Curtis Monroe) e Ryan Carnes (Justin).
- Altri interpreti: Shawn Pyfrom	(Andrew Van de Kamp), Joy Lauren (Danielle Van De Kamp), Mehcad Brooks (Matthew Applewhite), Brent Kinsman (Preston Scavo), Shane Kinsman (Porter Scavo), Zane Huett (Parker Scavo) e NaShawn Kearse (Caleb Applewhite).

## Andrà tutto bene
- Titolo originale: We're Gonna Be All Right
- Diretto da: David Grossman
- Scritto da: Alexandra Cunningham

### Trama
Dopo aver collezionato una serie di appuntamenti disastrosi andati a vuoto, Susan conosce l’attraente dottor Ron, di cui s’infatua all’istante. Susan s’inventa una sfilza di disturbi fisici per stare più a contatto col dottore, ma ad un certo punto decide di smetterla e di chiedere un appuntamento vero e proprio a Ron, che acconsente di buon grado. Intanto, Lynette si prende cura dei figli che hanno contratto la varicella, mentre Tom si isola da loro per non essere contagiato ed immagina come sarebbe la sua vita se Lynette morisse da un momento all’altro. Preoccupata dal fatto che Tom già si immagina una seconda famiglia di riserva, Lynette vorrebbe che il marito faccia una vasectomia per evitare questa sua fantasia, ma Tom si rifiuta e dichiara di essere oramai infelice da tempo, fomentando dell’agitazione nella coppia. Ralph, il giardiniere dei Solis, segnala a Gabrielle della fuoriuscita di alcune sue fotografie provocanti su di un sito web gestito dal suo ex fidanzato di nome Scott, perciò la donna si rivolge a Carlos per costringerlo a toglierle dalla circolazione, ma Carlos, che ha cambiato il suo stile di vita, non se la sente di compiere altri gesti impulsivi e aggressivi. Tuttavia, Carlos accetta di parlare pacificamente con Scott per dar comunque prova del suo amore per Gabrielle, ma finisce pur sempre con il picchiarlo quando Scott scredita la bellezza di Gabrielle. Nel frattempo, Bree, suggerita dalle sue amiche casalinghe, invita a cena l’ispettore Barton, che aveva lavorato al caso di omicidio di Rex, per chiedergli il favore di cercare indizi sugli Applewhite, ma l’uomo non può far niente; in più, la serata non va a buon fine in quanto Barton arresta temporaneamente Bree per guida in stato di ebbrezza e le sequestra l’auto. Senza un mezzo con cui poter ritornare a casa, Bree viene soccorsa da Betty, che le offre un passaggio, ma quando Bree, visibilmente ubriaca, insinua che tutti a Wisteria Lane sono incuriositi dai segreti che nasconde, Betty, spaventata, telefona Edie per fissare la vendita della casa. Bree ascolta poi un messaggio lasciatole da Barton, il quale, volendosi scusare con lei, ha scoperto che il cadavere dell’uomo rinvenuto nell’auto giorni prima apparteneva a un certo Curtis Monroe, un detective privato di Chicago, così Bree collega subito Monroe agli Applewhite dal momento in cui questi ultimi sono originari di Chicago. Nel contempo, Mike racconta a Noah, lacerato dal tumore che lo sta gradualmente uccidendo, una storia fasulla sull’esito delle sue indagini sulla morte di Deidre. Noah assume in seguito una nuova infermiera per le sue cure, ovvero nientemeno che Felicia.
- Guest star: Harriet Sansom Harris (Felicia Tilman), Bob Gunton (Noah Taylor), Jay Harrington (Ron McCready), Robert Cicchini (Scott Tollman), Kurt Fuller (detective Barton), Greg Germann (Jim Halverson) e Sandra Purpuro (prostituta).
- Altri interpreti: Shawn Pyfrom	(Andrew Van de Kamp), Joy Lauren (Danielle Van De Kamp), Mehcad Brooks (Matthew Applewhite), Brent Kinsman (Preston Scavo), Shane Kinsman (Porter Scavo), Zane Huett (Parker Scavo) e NaShawn Kearse (Caleb Applewhite).

## Il fascino discreto della guerra
- Titolo originale: There's Something About a War
- Diretto da: Larry Shaw
- Scritto da: Kevin Etten

### Trama
Susan e Ron sono al loro terzo appuntamento e le cose stanno via via facendosi più serie. Ron rende partecipe Susan che, dalle sue analisi, è emerso un leggero problema alla milza guaribile chirurgicamente, ma la paura di Susan si trasforma in terrore quando scopre che Ron eseguirà questo tipo di intervento per la primissima volta. Perciò, all’inizio, Susan chiede l’assistenza di un dottore più esperto di lui, ma poi decide di fidarsi di Ron. Nel frattempo, dopo aver aiutato Lynette in una crisi lavorativa, in Tom riaffiora la sua dedizione per il lavoro, così, andando contro il parere della moglie, si dirige alla Parcher & Murphy per un colloquio con Ed che passa facilmente. Lynette accondiscende alla volontà di Tom di ritornare al lavoro purché il marito non la biasimi mai più per la sua mancata promozione alla Peterson. Suor Mary Bernard torna dal suo viaggio missionario, aizzando nuovamente la rabbia di Gabrielle; difatti, suor Mary inculca in Carlos la pensata di un annullamento per il suo matrimonio con Gabrielle nel caso in cui la donna non accolga la sua richiesta di dargli un figlio. Innervosita, Gabrielle fa credere al prete della diocesi che tra Carlos e suor Mary ci sia una relazione a livello sessuale, cosa che obbliga la chiesa ad allontanare suor Mary in una parrocchia in Alaska. Gabrielle e suor Mary si affrontano in un sarcastico scontro fisico, e poi, Gabrielle prende finalmente la decisione di avverare il sogno di Carlos di diventare genitore. Intanto, Bree sorprende casualmente Danielle e Matthew insieme, ma la sua reazione non è nulla in confronto a quella di Betty, che punisce fisicamente il figlio e tranquillizza Bree giacché a breve si trasferiranno altrove. Durante una chiacchierata con Betty, successivamente, Bree scorge Caleb da una finestra di casa Applewhite e lo riconosce istantaneamente come colui penetrato dai Solis e fuggito dall’ospedale psichiatrico. Bree sta per riferire quanto scoperto alle sue amiche, ma Betty prima le dice che Caleb è il suo altro figlio mentalmente ritardato, e poi le intima di mantenere il segreto oppure renderà noto il suo di segreto, ossia quello inerente all’incidente commesso da Andrew che è costato la vita a Juanita Solis, particolare svelato a Matthew da Danielle.
- Guest star: Currie Graham (Ed Ferrara), Melinda Page Hamilton (suor Mary Bernard), Jay Harrington (Ron McCready), Jeff Doucette (padre Crowley) e Dagney Kerr (infermiera Ruth Ann Heisel).
- Altri interpreti: Shawn Pyfrom	(Andrew Van de Kamp), Joy Lauren (Danielle Van De Kamp), Mehcad Brooks (Matthew Applewhite), Brent Kinsman (Preston Scavo), Shane Kinsman (Porter Scavo), Zane Huett (Parker Scavo) e NaShawn Kearse (Caleb Applewhite).

## Amicizie improbabili
- Titolo originale: Silly People
- Diretto da: Robert Duncan McNeil
- Scritto da: Tom Spezialy

### Trama
Susan è disperata per l’approssimarsi del suo intervento alla milza, per il quale necessita di un’assicurazione medica. Edie le consiglia quindi di sposarsi con un uomo che possa offrirgliene una, così si accorda con un tizio gay che, con un matrimonio del genere, potrà nascondere alla madre la sua condizione di omosessuale. Purtroppo per Susan, il piano fallisce miseramente, perciò Karl lancia l’idea di sposare lui stesso Susan, la quale accetta, ma entrambi si accordano sul non dire una parola a Edie. Lynette è annoiata dal rapporto tra Ed e Tom, basato più che altro sulle sfide infantili che il primo propone al secondo, rischiando appunto di fargli rimettere la sua dignità. Lynette compete e vince con Ed in una disgustosa prova in cui lei dovrà mangiare del bacon crudo, chiudendo dunque il ciclo di sfide all’interno della società. Intanto, Gabrielle e Carlos ospitano momentaneamente in casa Xiao-Mei, un’immigrata cinese salvata da poco dal suo stato di schiava involontaria. Col tempo, Gabrielle si affeziona molto a Xiao-Mei, che rammenda, pulisce e cucina per lei, così la ragazza, prima di poter ripartire per la Cina, decide di restare dai Solis in qualità di domestica. Dopo il ricatto di Betty, Bree è volitiva a scoprirne di più, per cui entra in casa Applewhite mentre Betty e Matthew sono fuori e incontra Caleb. In serata, Bree induce Betty a confidarle del perché Caleb è stato recluso come un prigioniero per tanti mesi: pare che Caleb sia stato l’assassino di Melanie Foster, una ragazza fidanzata con Matthew a Chicago che respinse le avances di Caleb, innamorato segretamente di lei. Nel frattempo, Caleb posa gli occhi anche su Danielle. 
- Guest star: Harriet Sansom Harris (Felicia Tilman), Currie Graham (Ed Ferrara), Bob Gunton (Noah Taylor), Jay Harrington (Ron McCready), Nick Chinlund (detective Sullivan), Gwendoline Yeo (Xiao-Mei), Carlos Jacott (Gary Grantham), Michael McDonald (Steven), Jane Lynch (Maxine Bennett) e Jeff Doucette (padre Crowley).
- Altri interpreti: Shawn Pyfrom	(Andrew Van de Kamp), Joy Lauren (Danielle Van De Kamp), Mehcad Brooks (Matthew Applewhite), Brent Kinsman (Preston Scavo), Shane Kinsman (Porter Scavo), Zane Huett (Parker Scavo) e NaShawn Kearse (Caleb Applewhite).

## Grazie tante
- Titolo originale: Thank You So Much
- Diretto da: David Grossman
- Scritto da: Dahvi Waller

### Trama
Susan e Karl affinano i preparativi per il loro secondo matrimonio, ma Edie, all’oscuro di tutto, si convince che Karl stia per chiedere la sua mano quando trova per caso l’anello e un accordo prematrimoniale. Durante una cena romantica in un ristorante, Edie si aspetta una proposta in grande stile, ma rimane delusa. Il giorno seguente, il progetto di Susan e Karl per frodare l’assicurazione ha inizio con il loro matrimonio segreto. Non essendo sicura di lasciare i suoi figli con la signora McCluskey mentre lei e Tom sono al lavoro, Lynette supplica Bree di occuparsi dei bambini. Tuttavia, Bree si ubriaca per l’ennesima volta, dopo l’ultima in cui è addirittura crollata nel giardino, e si addormenta, permettendo a Porter, Preston e Penny di tagliare la corda da casa, venendo fortunatamente ritrovati e riconsegnati ai genitori. Lynette non vuol credere alla storia dei figli su come Bree si sia addormentata finché anche Karen non l’avverte che è da un bel po' di tempo che la donna ha problemi con l’alcol, ma Bree non ha il coraggio di ammetterlo. Lynette, allora, deposita fuori casa di Bree tutte le bottiglie di vino gettate nella pattumiera con l’obiettivo di farle capire di avere una dipendenza. Intanto, Lucia, singolare madre di Gabrielle, trascorre un paio di giorni dalla figlia e da Carlos, i quali hanno scoperto di recente che l’incidente alle scale di Gabrielle ha danneggiato il suo utero e che la donna non potrebbe essere più in grado di concepire altri bambini. Lucia si offre quindi di fare da madre surrogata per Gabrielle e Carlos, ma la figlia non è d’accordo poiché si rammemora di alcuni retroscena di famiglia che mettono in cattiva luce la figura genitoriale di Lucia: invero, Gabrielle rivela di essere stata violentata in giovane età dal suo patrigno Alejandro, e che Lucia non mosse un solo dito al riguardo. Anche Carlos, parlandone con Lucia, capisce dell’egocentrismo della suocera, così marito e moglie la cacciano via e decidono di provare con l’adozione. Felicia, nel frattempo, scrive anonimamente una lettera a Noah dove gli riporta di essere nonno del figlio di Deidre, perciò l’uomo ingaggia l’ispettore Sullivan per arrivare all’identità del nipote, cioè Zach. Mike e Paul, in via occasionale, si alleano perché Noah non possa mettere le grinfie su Zach, che però origlia lo stesso la loro conversazione. 

## Non c'è altro modo
- Titolo originale: There Is No Other Way
- Diretto da: Randy Zisk
- Scritto da: Bruce Zimmerman

### Trama
Susan sta per essere finalmente operata alla milza con tanto di assicurazione sanitaria, ma deve guardarsi le spalle da un’infermiera che ha scoperto del suo imbroglio con Karl. Susan chiarisce la questione con la donna e si appresta ad affrontare l’intervento, ma, rintontita dall’anestesia, farnetica sull’amore che prova per Mike proprio con Ron, il quale viene anche a conoscenza del suo matrimonio, e decide ugualmente di operarla. Intanto, Tom è stressato dal lavoro, e in particolare dal fatto che Lynette, essendo il suo capo, gli impartisce degli ordini, talvolta piuttosto pesanti, così come già fa nella loro vita privata. Per fortuna, i coniugi riusciranno a superare anche questa difficoltà. Nel frattempo, Gabrielle e Carlos ripongono la loro fiducia in un’agenzia di adozioni e scattano delle fotografie sobrie che diano l’impressione di essere una coppia amorevole e perbene, ma la procedura potrebbe essere più dura del previsto poiché Helen Rowland, madre di John ancora piena di rancore verso Gabrielle per aver sedotto suo figlio, è pronta a mettere i bastoni tra le ruote ai due. Gabrielle e Carlos decidono allora di imboccare un’altra strada: pagare abbondantemente una giovane madre per avere il suo bambino. Bree deve far fronte alla nuova sfida di Andrew, che ora pretende l’emancipazione per potersi appropriare del suo fondo fiduciario, perciò assolda un avvocato e finge che Bree lo picchi approfittando della sua dipendenza dall’alcol. Vista l’udienza in tribunale stabilita tra poche settimane, Bree si associa agli alcolisti anonimi, ma continua a essere succube del suo vizio. Frattanto, un Noah morente scopre inevitabilmente ciò che è successo alla figlia Deidre, e brama vendetta nei confronti di Paul, così corrompe Sullivan affinché lo arresti ingiustamente e faccia prendere a botte da diversi detenuti. Paul ritorna da Zach, il quale, per porre fine alla minaccia di Noah, accetta di incontrare il nonno a patto che quest’ultimo lasci in pace suo padre.

## Potrei mai lasciarti?
- Titolo originale: Could I Leave You?
- Diretto da: Pam Thomas
- Scritto da: Scott Sanford Tobis

### Trama
Uscita dalla sala operatoria, Susan spiega a Ron di non essere innamorata di nessun Mike e della frode che ha compiuto assieme all’ex marito Karl, così il dottore decide di perdonarla e di darle una seconda occasione. Susan organizza una cena per far conoscere Ron e Karl, ma quest’ultimo, con un piccolo imbroglio, fa sì che Ron incontri Mike, il quale, vedendo l’uomo prendersela di brutto con Susan per avergli mentito, lo aggredisce. Ciò porta Ron a rompere con Susan perché capisce che è ancora innamorata di Mike. Intanto, Lynette assume in ufficio Veronica, una donna di carriera che però palesa un comportamento insolito, ovvero allattare ancora il suo figlioletto di 5 anni. Lynette tenta di parlargliene, ma Veronica è irremovibile sulla sua scelta di non far crescere troppo velocemente suo figlio, anche se alla fine il bambino viene svezzato quando Lynette lo fa appassionare al latte preconfezionato. Bree, nel frattempo, partecipa alle riunioni degli alcolisti anonimi pur continuando a negare il suo evidente problema. Dopo che Andrew si dimostra intenzionato a raccontare di essere stato vittima di abusi sessuali da parte della madre al processo, Bree ha un crollo che la preme a scolarsi una bottiglia di vino in un grande magazzino e a perdere i sensi in un camerino. Barricata dentro al centro commerciale in piena notte, Bree chiama un suo amico nonché sponsor agli alcolisti anonimi, Peter, per farsi venire a prendere. Gabrielle e Carlos danno il via alla pratica di adozione, ma nessuna possibile madre sembra soddisfare le esigenze di Gabrielle, fino a che non viene presentata loro Libby, una ballerina di lap dance. Inizialmente, Libby dice di essere contraria a dar loro la sua bambina perché entrambi sono di nazionalità messicana, ma Gabrielle l’alletta con la promessa di regalarle qualsiasi gioiello o bisogno che voglia in cambio della piccola, perciò Libby accetta. Frattanto, Caleb entra di soppiatto in casa Van de Kamp per donare a Danielle un regalo di compleanno, ma la ragazza, impaurita, lo caccia in malo modo.

## Tentazioni
- Titolo originale: Everybody Says Don't
- Diretto da: Tom Cherones
- Scritto da: Jenna Bans e Alexandra Cunnigham

### Trama
Mentre Julie non vede di buon occhio il riavvicinamento sentimentale tra i suoi genitori, Susan e Karl si scontrano con l’ira di Edie, che ha scoperto del loro matrimonio segreto mediante Ron. Edie, però, dà la sua parola di passarci sopra solamente se Karl le organizzerà una cerimonia di matrimonio fenomenale e se Susan farà da cameriera alla loro festa di fidanzamento ufficiale. Tuttavia, durante la festa, Susan rinviene una fotografia di lei e Karl conservata dall’ex marito, il quale la bacia in privato come prova di averla sempre amata; come se non bastasse, Felicia sputa veleno sulla figura di Paul, accusandolo ancora di essere l’assassino di sua sorella Martha. Intanto, il percorso da astemia di Bree viene seguito da Peter, del quale la donna s’invaghisce, se non fosse che Peter ammette di essere anche dipendente dal sesso, motivo per cui decide di darci subito un taglio per evitare fraintendimenti, e lascia il suo posto ad un altro sponsor. Parallelamente, Lynette si ritrova a dover testimoniare nel caso di Bree ed Andrew, considerando il precedente di Bree sul suo essersi addormentata ubriaca mentre teneva i suoi figli. Lynette è combattuta tra chi dei due appoggiare, ma dopo aver capito che Andrew aspira ad impossessarsi unicamente del fondo fiduciario, sceglie di deporre a favore di Bree. I piani di Gabrielle e Carlos sull’adozione della figlia di Libby potrebbero andare in fumo a causa del padre della bambina, che esercita ancora diritti sulla sua custodia, perciò Gabrielle e Carlos, non appena Libby partorisce, se la squagliano con la neonata in fasce. 

## Non mi guardare
- Titolo originale: Don't Look at Me
- Diretto da: David Grossman
- Scritto da: Josh Senter

### Trama
Susan deve fare i conti con i suoi contrastanti sentimenti per Karl, che si è dichiarato ancora innamorato di lei e che è propenso a lasciare Edie se sarà Susan a chiederglielo. Al cinema, poi, Susan s’imbatte in Mike, accompagnato da un’altra donna, così fa finta di avere anche lei un appuntamento con il suo vicino di posto, un dentista di nome Orson Hodge, che le regge il gioco. Orson visita Susan a casa sua per restituirle una borsetta, e coglie l’occasione per dirle di optare con cura a chi elargire il suo amore, perciò Susan fronteggia Karl, rimproverandolo di essere rimasto lo stesso codardo che l’ha mollata 3 anni prima. I due, però, si lasciano andare ad una notte di passione dopo che Karl le comunica di aver annullato il matrimonio con Edie, ma Susan scopre che era solo un’altra delle sue bugie e lo allontana da lei furiosa. Intanto, Lynette se la vede con la fissa di Parker sulla nudità e su come nascano i bambini, infatti il piccolo arriva ad offrire del cibo ad una sua compagna di scuola e alla signora McCluskey per dare uno sguardo alle loro vagine. Lynette distoglie l’attenzione di Parker su questa sua nuova ossessione comprandogli un cucciolo di cane. Nel frattempo, si avvicina la data del processo di Bree ed Andrew, annullato dalla comparsa improvvisa di Henry ed Eleanor, padre e matrigna di Bree che vorrebbero crescere Andrew con loro. Collaborando con Justin, Bree riesce a dissuadere Henry ed Eleanor dalla loro decisione facendogli trovare degli oggetti personali di Andrew che suggeriscono la sua omosessualità; al tempo stesso, Bree pare accettare a poco a poco l’orientamento del figlio. Gabrielle e Carlos ottengono la custodia provvisoria della piccola Lily in assenza del padre, che dovrebbe essere soltanto un ragazzo di 19 anni. Gabrielle, affaticata dalla vita genitoriale, affida Lily a Xiao-Mei nel medesimo giorno in cui la domestica è fuori per il suo giorno libero e lei esce a pranzo con Bree. Fortunatamente, il possibile disastro su cosa sarebbe potuto accadere viene scampato, e Gabrielle s’affeziona di più alla figlia e al suo ruolo di madre. Felicia tormenta Paul con varie strategie, ma l’apice di sopportazione tocca il picco quando Paul, indignato, assale pubblicamente la donna, compromettendolo ulteriormente agli occhi degli abitanti di Wisteria Lane.

## Non doveva succedere
- Titolo originale: It Wasn't Meant to Happen
- Diretto da: Larry Shaw
- Scritto da: Marc Cherry e Tom Spezialy

### Trama
Edie viene lasciata da Karl con la scusante che ci sia un’altra donna, il che provoca terribili sensi di colpa in Susan, la quale, per fare ammenda, supporta Edie in ogni modo possibile. Le due escono in un locale, dove vengono trascinate in una rissa quando Edie assalta una ragazza che credeva potesse essere l’amante di Karl. In vena di vendetta, Edie ingaggia un investigatore privato per scoprire l’identità della donna misteriosa. Intanto, Lynette, dopo un imbarazzante incidente sul lavoro con Ed, aiuta quest’ultimo nella sua vita matrimoniale nel tentativo di rianimare la passione tra Ed e Fran. Lynette messaggia dunque con Fran via computer spacciandosi per il marito, ma l’inganno è presto scoperchiato, così Ed è costretto dalla moglie a licenziare il “seduttore”. Non potendo fare a meno di Lynette, Ed decide di trovare un qualche pretesto per cacciare invece Tom. Bree torna a sentirsi con Peter, ma lo sponsor di questi presso i “Sex Addicted” gli consiglia di starle lontano per non ricascare in vecchie abitudini malsane. Bree, allora, passa all’azione e denuncia l’uomo alla polizia per possesso di droga, che in realtà stava tenendo per un suo cocainomane anonimo. Peter cerca di dimostrare a Bree quanto possa essere pericoloso frequentare qualcuno dipendente dal sesso, ma la donna lo sprona a credere di più in lei. Frattanto, Matthew e Danielle escogitano un piano per sospendere la vendita della casa di Betty e poter restare insieme, perciò Matthew incita Caleb a dichiararsi a Danielle, che poi finge di essere stata aggredita dal ragazzo. Bree, in ritorsione all’accaduto, vuol convincere Betty ad internare Caleb in un istituto, ma Betty preferisce piuttosto avvelenare il figlio per donargli la pace che merita e non farlo vivere con degli estranei per il resto della sua vita. Nel frattempo, Dale Helm, scaltro 19enne e padre biologico della piccola Lily, reclama la sua bambina, ma Gabrielle non glielo permette e minaccia di farlo espellere dalla sua squadra di football cristiana divulgando il fatto che abbia messo incinta una spogliarellista, alche il ragazzo rinuncia ai suoi diritti di genitore. Tuttavia, Libby sceglie alla fine di riprendersi la figlia, strappandola dalle braccia di Carlos e Gabrielle in un confronto straziante. 

## Adesso lo so
- Titolo originale: I Know Things Now
- Diretto da: Wendey Stazler
- Scritto da: Kevin Etten e Bruce Zimmerman

### Trama
Lynette avverte Tom dei propositi che Ed ha su di lui, così l’uomo affronta il suo capo e finisce col prenderlo a pugni, dando quindi una motivazione a Ed per licenziarlo. Ed segnala poi a Lynette delle spese aggiuntive trovate nelle note contabili di Tom che stanno a suggerire una probabile infedeltà del marito. Intanto, Bree invita Peter a cena per farlo conoscere ad Andrew e Danielle, i quali, avendo saputo indirettamente del passato da ninfomane dell’uomo, si organizzano per dargli del filo da torcere. Quando Andrew scopre anche della bisessualità di Peter, allora il ragazzo si avvale della sua grande dipendenza per andarci a letto insieme, per poi lasciare che Bree li sorprenda. Una Bree devastata, a questo punto, non vede altra soluzione se non quella di abbandonare Andrew in mezzo al nulla. Nel frattempo, Gabrielle e Carlos cercano di evitare che Xiao-Mei venga deportata nuovamente in Cina, e nel farlo s’imbattono nell’espediente perfetto: Xiao-Mei sarà la loro madre surrogata, cosicché il suo essere incinta di un cittadino americano la renda automaticamente accettabile alla legge, e Gabrielle e Carlos potranno finalmente diventare genitori. Nel contempo, Betty sta per ultimare il suo piano di sopprimere lentamente Caleb con una sostanza tossica, quando capisce dal figlio che è stato Matthew a convincerlo a provarci con Danielle, perciò Betty ferma tutto ed imprigiona Matthew nella cantina di casa. Susan ha notizia da Mike che Edie ha assunto un investigatore privato per venire a capo del tradimento di Karl. Fortunatamente, Mike paga l’agente per mettere a tacere della tresca tra Susan e Karl, ma Susan aveva già spedito una lettera di scuse a Edie, sicura che prima o poi avesse scoperto la verità. Nonostante le manovre di Susan, la lettera giunge a destinazione, e Edie, colma di astio, appicca un incendio in casa sua, distruggendola completamente.

## Solitudine
- Titolo originale: No One Is Alone
- Diretto da: David Grossman
- Scritto da: Kevin Murphy e Chris Black

### Trama
I sospetti di Susan sul responsabile dell’incendio in casa sua ricadono subito su Edie, che ammette chiaramente la propria colpa senza peli sulla lingua. Susan prova quindi ad inchiodare Edie registrando una sua confessione, ma nello scontro che ne deriva, Edie viene portata all’ospedale per le diverse punture di api riscosse sul corpo e giura a Susan di fargliela pagare. Nel frattempo, Lynette chiede spiegazioni a Tom sui suoi recenti spostamenti e acquisti ad Atlantic City emersi dalle sue ricevute, così Tom le dice di essere in lizza per un posto di lavoro. Ancora diffidente sulle risposte del marito, Lynette decide di sorvegliarlo di nascosto nel suo viaggio ad Atlantic City, dove, una sera, osserva Tom in compagnia di un’altra donna, autoconvincendosi che l’uomo la stia tradendo. Al suo ritorno, Tom scopre dalla signora McCluskey che Lynette è andata via di casa con i figli. Grazie all’inseminazione artificiale, Xiao-Mei riesce a rimanere incinta, ma le cose cominciano a complicarsi tra Gabrielle e Carlos, poiché Carlos antepone il benessere della domestica a quello della moglie. Mentre ospita in casa sua Susan e Julie ora che Andrew non c’è, Bree prepara una pomposa festa di compleanno posticipata per i 17 anni di Danielle, che malauguratamente si conclude in maniera drammatica. Danielle, irata con la madre per aver rovinato la giornata, si dirige da Matthew, tuttora rinchiuso nella cantina da Betty. Danielle stordisce Betty e libera Matthew, col quale scappa via. Una volta scoperto della fuga di Danielle, Bree, non potendo più sopportare la tensione creatasi nella sua vita, si ricovera volontariamente in un centro psichiatrico in preda ad un esaurimento nervoso. Infine, Felicia riesce una volta per tutte ad incastrare Paul: dopo essersi prelevata dei campioni di sangue e averli sparsi in giro per casa dell’uomo, si amputa due dita della mano sinistra, che ha poi collocato nella sua auto, in modo tale da inscenare il suo omicidio. Con una telefonata anonima, Paul viene arrestato, intanto che Felicia si trasferisce in un luogo sperduto tra le montagne sotto il falso nome di Martha Huber.  

## Ricordare - Parte I
- Titolo originale: Remember: Part 1
- Diretto da: Larry Shaw
- Scritto da: Marc Cherry e Jenna Bans

### Trama
Attraverso una serie di flashback, vengono mostrati i vari momenti in cui Mary Alice conobbe man mano Susan, Lynette, Bree e Gabrielle fin dal loro arrivo a Wisteria Lane: prima di tutte, Mary Alice strinse amicizia con Susan dopo averla tirata fuori dal furgone per trasporti dove si era accidentalmente chiusa; seguì poi Bree, che si presentò alla porta di Mary Alice a porgere le sue scuse per il furto di una sua statuetta ad opera del figlioletto Andrew; le 3 fecero successivamente la conoscenza di Lynette durante uno dei suoi soliti litigi con Tom; e alla fine venne il turno di Gabrielle, entusiasta novella sposa di Carlos. Nel presente, per dimostrare agli altri di essere più forte e indipendente di quanto non sembri, Susan lascia la casa di Bree per vivere in un camper obsoleto con Julie, e intanto si riavvicina emotivamente a Mike. Karl, intanto, dopo aver visto Mike comperare un anello di fidanzamento per Susan, gioca la sua mossa e stupisce Susan e Julie regalandole una casa tutta per loro. Lynette alloggia in un albergo insieme ai 4 figli e continua ad ignorare le telefonate di Tom. Quando Porter viene mandato all’ospedale in seguito ad una caduta, Lynette e Tom hanno l’opportunità di chiarire: Tom spiega che la donna con cui era ad Atlantic City si chiama Nora, una sua ex avventura occasionale che lo ha contattato di recente svelandogli di avere avuto una figlia di 11 anni, Kayla, dal loro rapporto. Nel frattempo, Gabrielle teme che tra Carlos e Xiao-Mei ci sia una relazione; infatti, Carlos paga il loro giardiniere Ralph affinché passi per lui e sconti le sue ore di servizi sociali, ma l’uomo muore in un incidente stradale, mentre Gabrielle, pensando inizialmente si trattasse del marito, torna a casa e intuisce qualcosa di strano. Betty e Caleb vengono arrestati dalla polizia, che mostra a Betty delle prove nell’omicidio di Melanie Foster che implicano anche Matthew, scappato con Danielle, ed effettivamente si scopre che è stato Matthew ad eliminare Melanie perché la ragazza aveva intenzione di denunciare le molestie subite da Caleb. Betty avverte immediatamente Bree, all’ospedale psichiatrico, del grave pericolo che sta correndo Danielle, ma i medici negano categoricamente a Bree di andar via. Parallelamente, Zach implora l’aiuto di Noah per scarcerare suo padre Paul, accusato dell’omicidio di Felicia, ma dinanzi ai rifiuti del nonno, Zach prende in mano la situazione e spegne il macchinario che lo teneva ancora in vita, ereditando conseguentemente i suoi soldi e la sua intera proprietà. 

## Ricordare - Parte II
- Titolo originale: Remember: Part 2
- Diretto da: Larry Shaw
- Scritto da: Marc Cherry e Jenna Bans

### Trama
Mike e Karl se le suonano di santa ragione perché Susan ha accettato la casa compratale da Karl, mentre Mike aveva in mente di chiedere la sua mano. Susan decide quindi di rigettare l’offerta di Karl e dà appuntamento a Mike per quella sera stessa così da fargli la proposta di matrimonio. Nel frattempo, Lynette mette una pietra sulla faccenda dell’altra figlia di Tom e acconsente di incontrare Nora e Kayla. Tuttavia, solamente Nora giunge a Wisteria Lane con il ricatto di portare Tom in tribunale per tutti gli anni di mantenimento non retribuiti per Kayla, perciò Lynette e Tom la lusingano con un sostanzioso assegno che la donna userà per acquistare un’abitazione nelle vicinanze e trasferirsi lì insieme a Kayla. Intanto, Gabrielle posiziona in casa dei baby-monitor con cui scopre della relazione clandestina tra Carlos e Xiao-Mei, per cui caccia di casa il marito. Bree è ancora internata in manicomio, dove conosce Orson, in visita per una sua amica, ma tramite un sotterfugio riesce ad eludere la sorveglianza e a fuggire per salvare Danielle da Matthew, i quali sono ritornati in casa Van de Kamp per ritirare dei soldi dalla cassaforte. Bree arriva appena in tempo per mettere in guardia Danielle su Matthew, ma il ragazzo le punta contro una pistola trafugata da casa sua; per fortuna, l’intervento di una squadra SWAT chiamata da Betty trarrà in salvo Bree e Danielle, uccidendo Matthew con un colpo di arma da fuoco. Contemporaneamente, Mike si sta recando all’appuntamento con Susan quando viene travolto in pieno da un’auto al cui volante c’è proprio Orson. Il mattino seguente, Betty e Caleb abbandonano per sempre Wisteria Lane per ricominciare una nuova vita altrove, e frattanto Orson si presenta da Bree con un mazzo di fiori.